# Bernd Schulz
Bernd Schulz (12 febbraio 1960) è un ex calciatore tedesco orientale dal 1990 tedesco, di ruolo attaccante.

## Statistiche

### Cronologia presenze e reti in nazionale
| Cronologia completa delle presenze e delle reti in nazionale ― Germania Est | Cronologia completa delle presenze e delle reti in nazionale ― Germania Est | Cronologia completa delle presenze e delle reti in nazionale ― Germania Est | Cronologia completa delle presenze e delle reti in nazionale ― Germania Est | Cronologia completa delle presenze e delle reti in nazionale ― Germania Est | Cronologia completa delle presenze e delle reti in nazionale ― Germania Est | Cronologia completa delle presenze e delle reti in nazionale ― Germania Est | Cronologia completa delle presenze e delle reti in nazionale ― Germania Est |
| Data                                                                        | Città                                                                       | In casa                                                                     | Risultato                                                                   | Ospiti                                                                      | Competizione                                                                | Reti                                                                        | Note                                                                        |
| --------------------------------------------------------------------------- | --------------------------------------------------------------------------- | --------------------------------------------------------------------------- | --------------------------------------------------------------------------- | --------------------------------------------------------------------------- | --------------------------------------------------------------------------- | --------------------------------------------------------------------------- | --------------------------------------------------------------------------- |
| 12/09/1984                                                                  | Zwickau                                                                     | Germania Est                                                                | 1 – 0                                                                       | Grecia                                                                      | Amichevole                                                                  | -                                                                           |                                                                             |
| 13/03/1985                                                                  | Batna                                                                       | Algeria                                                                     | 1 – 1                                                                       | Germania Est                                                                | Amichevole                                                                  | 1                                                                           | 70’                                                                         |
| 06/04/1985                                                                  | Sofia                                                                       | Bulgaria                                                                    | 1 – 0                                                                       | Germania Est                                                                | Qual. Mondiali 1986                                                         | -                                                                           | 88’                                                                         |
| Totale                                                                      |                                                                             | Presenze                                                                    | 3                                                                           |                                                                             | Reti                                                                        | 1                                                                           |                                                                             |

## Palmarès

### Club

#### Competizioni nazionali
- Campionato tedesco orientale: 9

Dinamo Berlino: 1979-1980, 1980-1981, 1981-1982, 1982-1983, 1983-1984, 1984-1985, 1985-1986, 1986-1987, 1987-1988
- Coppa della Germania Est: 2

Dinamo Berlino: 1987-1988, 1988-1989
- DFV-Supercup: 1

Dinamo Berlino: 1989